# 3453 Dostoevsky
3453 Dostoevsky (1981 SS5) là một tiểu hành tinh vành đai chính được phát hiện ngày 27 tháng 9 năm 1981 bởi Karachkina, L. G. ở Nauchnyj.